# 前田喜兵衛
前田 喜兵衛（まえだ きへえ、生没年不詳）とは明治時代の大阪の版元である。

## 来歴
明治時代に大阪の塩町通4丁目4番地において版元を営業している。後藤芳景、鈴木年基、山崎年信の錦絵を出版している。

## 作品
- 後藤芳景 「西南暴徒鎮定凱陣之将校大盃ヲ賜フ図」 大判3枚続 錦絵 明治10年
- 鈴木年基 「隆盛冥府大改革」 大判3枚続 錦絵 明治10年
- 鈴木年基 「文武高名伝 旧陸軍大将三位西郷隆盛」 大判3枚続 錦絵 明治10年
- 鈴木年基 「大日本王代一覧」 大判3枚続 錦絵 明治12年
- 後藤芳景 「皇子御降誕之図」 大判3枚続 錦絵 明治12年
- 山崎年信 「大日本名優鏡」 大判 錦絵揃物